# I Believe (When I Fall in Love It Will Be Forever)
I Believe (When I Fall in Love It Will Be Forever) est une chanson soul de l'auteur-compositeur-interprète Stevie Wonder coécrite avec Yvonne Wright en 1972.
Présente en piste de clôture sur son album Talking Book, elle ne sort pas en single à l'époque mais fait l'objet de plusieurs reprises, dont celles de Songbird, Colleen Hewett (en), Art Garfunkel ou Josh Groban qui sortent en single.

## Version de E'voke
Singles de E'voke (en)
Runaway (en)
(1995)
Le groupe E'voke (en) interprète la chanson en guise de premier single en 1994, le titre officiel perdant ses parenthèses.
Aucun clip vidéo n'est tourné pour ce single, qui n'est pas un véritable succès commercial n'atteignant que la 77e position au classement national du Royaume-Uni. Le titre est toutefois un succès en discothèque, et conduit le groupe de FFRR Records (en) au label frère Ffrreedom pour leur single suivant Runaway (en).
Une version digitale de I Believe est diffusée en 2011 chez Demon Music.

### Versions
- Radio Edit[1] – 4:03
- 12" mix[1] – 5:38
- A Tin Tin Out mix[1] – 7:38
- Tall Paul mix[5] – 6:39
- The Gems for Jem mix[5] – 7:51

### Formats
Le single est diffusé en CD, 45 tours, maxi 45 tours et format digital.

### Classements
| Classement (1994)               | Meilleure position |
| ------------------------------- | ------------------ |
| Écosse (Scottish Single Charts) | 26                 |
| Royaume-Uni (UK Singles)        | 77                 |
| Royaume-Uni (UK Dance)          | 18                 |
| Royaume-Uni (Music Week)        | 19                 |

## Autres reprises
Informations issues de SecondHandSongs, sauf mention complémentaire.
La chanson compte une quarantaine de reprises, dont :
- Peter Frampton sur Frampton's Camel (en) (1973)
- Au printemps 1974, le groupe de studio Songbird (constitué du producteur Mike Flicker (en), de Howard Leese (en) et de Rob Deans[11]) enregistre une reprise[12] au Canada via le label Mushroom Records (en). Il s'agit du premier titre classé du label[13], atteignant la 75e place au classement RPM[14].
- En juin 1974, Colleen Hewett (en) sort I Believe When I Fall in Love et obtient une 51e position au classement australien[15]. Cette reprise figure sur son album M'Lady (en).
- Sergio Mendes sur Sergio Mendes (en) (1975)
- La chanson est diffusée en single en 1975 par Art Garfunkel et première piste de son album Breakaway (en). Elle obtient une 51e place au UK Singles Chart[16].
- Tina Arena, sur Strong as Steel (en) (1990)
- George Michael enregistre une version en live en 1991, diffusée en tant que face B de sa reprise de Don't Let the Sun Go Down on Me en duo avec Elton John. Elle est également diffusée en 2011 sur la réédition de son album Faith[17].
- Mike + The Mechanics, en 1995, sur Beggar on a Beach of Gold (en), et en face B[18] du single Now That You've Gone
- Michael McDonald sur Motown (en) (2003)
- Macy Gray sur Talking Book (2012)
- Josh Groban enregistre une version pour son album All That Echoes (en) en 2013. Le single atteint la 18e position du classement Adult Contemporary[19].
- Angie Stone sur Covered in Soul (en) (2016)
- Father John Misty sur son EP Live at Electric Lady (2022).

### Sampling
- En 1987, Mel & Kim échantillonne le morceau dans leur titre Who's Gonna Catch You When You Fall sur leur album F.L.M. (en).[20]

### Adaptations en langue étrangère
| Année | Langue      | Titre       | Adaptation        | Interprète(s) |
| ----- | ----------- | ----------- | ----------------- | ------------- |
| 1978  | Néerlandais | Kom bij mij | Tineke Beishuizen | Rob de Nijs   |

## Utilisation dans les médias
- Dans High Fidelity de Stephen Frears (2000)[21]
- Dans la série High Fidelity en 2020 (saison 1, épisode 10)[21]